# Sabrina Duque
Sabrina Duque (Guayaquil, 1979) es una  periodista, cronista y traductora ecuatoriana. Ha sido traducida al inglés, italiano y portugués.

## Carrera periodística
Vivió cuatro años en Lisboa, donde escribió varias crónicas y perfiles de diferentes temáticas. Vivió dos años en Brasil, donde publicó textos sobre dibujos animados feministas, abuelas en bikini y millonarios en quiebra.
En 2015 se convirtió en la primera persona ecuatoriana finalista del Premio Gabriel García Márquez de Periodismo en la categoría texto, con un perfil sobre Vasco Pimentel, el director de sonido que inspiró la película Historias de Lisboa.
A lo largo de su carrera ha publicado para distintas editoriales y periódicos de Portugal, Brasil, Italia, Estados Unidos, Ecuador y Uruguay.
En 2017 publicó el libro de crónicas Lama, en que narra las experiencias de los sobrevivientes de la catástrofe de las represas de Bento Rodrigues, y que escribió al percibir que no existía suficiente cobertura sobre el tema en medios en español. El libro le valió una mención de honor del premio José Peralta, entregado por el Municipio del Distrito Metropolitano de Quito.
Duque se hizo merecedora en 2018 a la Beca Michael Jacobs de crónica viajera 2018 por su proyecto Nicaragua: pueblos, lava y cenizas, que relata la relación de los nicaragüenses con los volcanes.
A finales de 2019 obtuvo el Premio José Peralta por su libro VolcáNica, galardón entregado por la municipalidad de Quito a la mejor crónica del año.

## Obras
- Lama (2017, Editorial Turbina). Crónica sobre el daño ambiental provocado por la explotación minera en Brasil. El libro fue presentado en la Feria Internacional del Libro realizada ese año en Quito y ganó la Mención José Peralta (Crónica y testimonio periodístico) de los Premios Municipales a las Ciencias y las Artes 2018, otorgados por la Secretaría de Cultura del Municipio de Quito.[8]
- VolcáNica (2019, Penguin Random House). Libro de no ficción donde se conjuga la naturaleza volcánica de Nicaragua con el estallido social de abril de 2018
- Necesito saber hoy de tu vida (2021)[9]

### Artículos
- Debate "Nicaragua: el grito de los volcanes", junto con los autores nicaragüenses Sergio Ramírez y Gioconda Belli, en el marco del VI Festival Gabriel García Márquez, organizado por la fundación del mismo nombre, en octubre de 2018, en Medellín, Colombia.[10]
- Una dama gris en la Casa Blanca (marzo de 2015, Mundo Diners). Perfil de Claire Underwood, personaje de la serie televisiva House of Cards.[11]
- Vasco Pimentel: el oidor. (2015). Perfil del director de sonido que inspiró Lisbon Story. Publicado en la revista peruana Etiqueta Negra.[12]
- Cristiano Ronaldo, discípulo humilde (2012). Perfil del futbolista portugués. Publicado en la revista peruana Etiqueta Negra.[12]
- ¿Hay vida después del Maracaná? (2016). Ensayo. Publicado en el libro Un ilegal en el paraíso  de Eduardo Galeano.[13]
- Publicaciones varias en las revistas Folha de São Paulo (Brasil), O Estado de São Paulo (Brasil), Internazionale (Italia), Storybench (Estados Unidos), GK.city (Ecuador) y Brecha (Uruguay).[13]

## Reconocimientos
- Beca Michael Jacobs de Crónica Viajera, 2018[2] Entregada a su proyecto Nicaragua: pueblos, lava y cenizas, por la Fundación Gabriel García Márquez para el Nuevo Periodismo Iberoamericano, el Hay Festival Cartagena de Indias y The Michael Jacobs Foundation for Travel Writing. Es un reconocimiento con el propósito de incentivar el periodismo de viajes.
- Finalista del Premio Gabriel García Márquez de Periodismo, categoría Texto, 2015[13]  Entregado a su perfil Vasco Pimentel: el oidor, publicado en la revista Etiqueta Negra, por la Fundación Gabriel García Márquez para el Nuevo Periodismo Iberoamericano.
- Mención José Peralta (Crónica y testimonio periodístico), 2018. Entregada a su obra Lama, por la Secretaría de Cultura del Municipio de Quito.[6]
- Premio José Peralta (Crónica o Testimonio periodístico), 2019. Entregada a su obra VolcáNica, por la Secretaría de Cultura del Municipio de Quito.